# 于浚
于浚（?—?），湖南桃源人，是一名清朝政治人物。
于浚曾于1843年接替李辉德任金山县知县一职，1846年由孙丰接任。